# Tamopsis arnhemensis
Tamopsis arnhemensis – gatunek pająka z rodziny Hersiliidae.
Gatunek ten został opisany w 1987 roku przez Barabarę i Martina Baehrów. Holotyp odłowiono u ujścia rzeki West Alligator.
Samce osiągają około 2,4, a samice 2,7 mm długości ciała. Prosoma żółtawoszara z czarnymi bocznymi brzegami, ciemnobrązową okolicą oczu, białą plamą za oczami i żółtymi szczękoczułkami. Obszar oczny wyniesiony, a nadustek prawie tak wysoki jak on. Przednio-środkowa para oczu największa. Opistosoma biała z czarnymi: brzegami i lancetowatym pasem, u samca okrągła, u samicy podłużno-trapezowata. Na opistosomie 5 par trudno dostrzegalnych grzbietowych dołków mięśniowych. Odnóża i tylno-boczne kądziołki przędne białawe i delikatnie obrączkowane, te ostatnie u samca krótsze niż opistosoma, a u samicy tak długie jak ona. Nogogłaszczki samca z pierścieniowatym, opatrzonym haczykowatym wyrostkiem wierzchołkiem apofizy medialnej i krótką apofizą boczną.
Pająk endemiczny dla Australii, znany z północnych krańców Queensland i Terytorium Północnego.